# August von Gödrich
August Edler von Gödrich (ur. 25 września 1859 w Fulneku, zm. 16 marca 1942 tamże) – niemiecki kolarz, uczestnik I nowożytnych Igrzysk Olimpijskich w Atenach.
Von Gödrich wystartował w rywalizacji ze startu wspólnego, gdzie z czasem 3:42:18 (87 kilometrów) zajął 2. miejsce za Aristidisem Konstandinidisem z Grecji.